# Alexander Ewing (évêque)
Pour les articles homonymes, voir Ewing.
Alexander Ewing (25 mars 1814-22 mai 1873) est un chef d'église écossais.

## Biographie
Il est né dans une vieille famille des Highlands à Aberdeen en Écosse. En octobre 1838, il est admis aux ordres comme diacre et, après son retour d'Italie, il prend en charge la congrégation épiscopale de Forres et est ordonné prêtre à l'automne 1841. En 1847, il est consacré évêque du diocèse nouvellement unifié d'Argyll et des Îles, poste qu'il occupe jusqu'à sa mort. En 1851, il reçoit le diplôme de DCL de l'Université d'Oxford.
Bien que gêné par une mauvaise santé, il travaille beaucoup, et son charme personnel et ses sympathies catholiques lui valent peu à peu une position de premier plan. Dans les discussions théologiques, il est tolérant et attache peu d'importance à l'autorité et à l'organisation ecclésiastiques. Sa propre position théologique est une étroite affinité avec celle de Thomas Erskine de Linlathen et de Frederick Denison Maurice ; mais ses opinions sont indépendantes. La tendance de son enseignement ne peut être recensée qu'à partir de publications fragmentaires : lettres aux journaux, brochures, sermons spéciaux, contributions à la série des Present Day Papers, dont il est l'éditeur, et un volume de sermons intitulé Revelation considered as Light.
Outre ses écrits strictement théologiques, Ewing est l'auteur de la cCathedral or Abbey Church of Iona (1865), dont la première partie contient des dessins et des typographies descriptives des ruines, et la seconde une histoire de l'église celtique primitive et de la mission de Sainte Colomba.
La fille d'Ewing, Margaret Nina, épouse Alexander Crum, imprimeur et député en 1863.